# Lysice
Lysice är en köping i Tjeckien.   Den ligger i regionen Södra Mähren, i den östra delen av landet, 170 km öster om huvudstaden Prag. Lysice ligger 362 meter över havet och antalet invånare är 1 831.
Terrängen runt Lysice är kuperad västerut, men österut är den platt. Runt Lysice är det ganska tätbefolkat, med 116 invånare per kvadratkilometer. Närmaste större samhälle är Boskovice, 9,7 km öster om Lysice. I omgivningarna runt Lysice växer i huvudsak blandskog.